# 大山町 (富山県)
大山町（おおやままち）は、かつて富山県上新川郡に存在した町である。2005年（平成17年）4月1日に市町村合併で富山市となった。

## 地理
山地に囲まれている。最高標高地点は奥黒部にある水晶岳で、2,986mである。
町内最大の市街地は常願寺川扇状地の扇頂に当たる上滝地区に形成されている。ここは元々農家であったが、商業の許可が降りると立山参道にある市場として大きく発展した。
大庄地区など平野農村部では小規模ながら屋敷林のある散村が見られる。また富山市に近いことからベッドタウンとして発展しつつある。
神通川流域にある福沢地区には河岸段丘が多数あり、その上に学校が複数立地する。
常願寺川本流の山間部は立山山麓の名でスキー場や温泉施設を備えたリゾート地となっている。
- 山：水晶岳、薬師岳、野口五郎岳、鷲羽岳、北薬師岳、ワリモ岳、赤牛岳、真砂岳、三ツ岳、三俣蓮華岳、黒部五郎岳、北ノ俣岳（上ノ岳）、烏帽子岳、南沢岳、祖父岳、鷲岳、鳶山、不動岳、越中沢岳、間山、太郎山、北葛岳、船窪岳、木挽山、鍬崎山、寺地山、丸山、大坂森山、鉢伏山、西笠山、東笠山、横岳、熊尾山、高杉山、大品山、池ノ山、高幡山、瀬戸倉山、高頭山、鳥ヶ尾山、極楽坂山、小佐波御前山、二子山、与四兵衛山
- 河川：常願寺川、小口川、和田川、黒部川、熊野川
- 湖沼：有峰湖、黒部湖、祐延貯水池、多枝原池、刈込池、竜晶池、水晶池、五郎池

## 歴史
- 1889年（明治22年）4月1日 - 町村制の施行により、上新川郡上滝町、大庄村、大山村及び福沢村が発足する。
- 1955年（昭和30年）1月1日 - 上新川郡上滝町、大庄村、大山村及び福沢村が合併して、上新川郡大山町が発足する。町名は合併に反対していた集落がある大山村に配慮して名付けられた[1]:391。
- 1955年（昭和30年）4月16日 - 小見地区などを立山町に編入することに関して賛否を問う住民投票を実施。賛成票が半数を超えるも規定の2/3に届かず境界を変更することは不成立[1]:393。
- 2005年（平成17年）4月1日 - 富山市並びに上新川郡大山町、大沢野町、婦負郡婦中町、八尾町、山田村及び細入村が合併して、富山市が発足する。

## 行政

### 歴代町長
- 畔田与秋（1955年-1963年）
- 瀬戸一治 （1963年-1967年）
- 荒井三郎 （1967年-1979年）
- 池田博 （1979年-1999年）
- 飯幸雄 （1999年-2003年）
- 椙田脩 （2003年2月14日-2003年4月5日）
- 清水忠夫 （2003年4月27日-2004年11月3日）
- 高尾道明 （2004年11月21日-2005年3月31日）

## 教育

### 大学
- 富山国際大学

### 高校
- 富山県立中央農業高等学校

### 中学校
- 大山町立上滝中学校

### 小学校
- 大山町立上滝小学校
- 大山町立大庄小学校
- 大山町立小見小学校
- 大山町立福沢小学校

### 幼稚園
- 大山町立上滝幼稚園
- 大山町立大庄幼稚園
- 大山町立小見幼稚園
- 大山町立福沢幼稚園

### その他教育機関
- 富山国際職藝学院

## 交通

### 鉄道
- 富山地方鉄道立山線：有峰口駅 - 本宮駅
- 富山地方鉄道上滝線：大川寺駅 - 上滝駅 - 大庄駅
- 新川軌道：東文殊駅 - 中地山駅　1900年開業、1909年廃止
- 大山軌道：松ノ木駅 - 中地山駅- 河辺駅　1909年開業、1918年廃止
- 立山軌道：1918年開業、1927年廃止
- 軌道輸送組合：1928年開業、1950年代廃止

### 道路
- 有料道路
  - 有峰林道
- 主要地方道
  - 富山県道35号立山山田線
  - 富山県道43号富山上滝立山線
  - 富山県道67号宇奈月大沢野線
- 一般県道
  - 富山県道174号上滝山室線
  - 富山県道175号新庄大山線
  - 富山県道179号三室荒屋富山線
  - 富山県道180号上滝停車場線
  - 富山県道182号原千垣停車場線
  - 富山県道183号大沢野大山線
  - 富山県道184号河内花崎線
  - 富山県道187号荒屋敷月岡町線

## 娯楽
- 上滝劇場 - 映画館（～1960年代）[2]。